# Rita Montaner
Rita Montaner (Guanabacoa, Kuba, 1900. augusztus 20. v. május 22. – Havanna, 1958. április 17.)  kubai énekesnő, zongorista, színésznő.

## Pályakép
Rita Montaner egy orvos lánya volt. Zenei tanulmányokat folytatott, 10 évesen kezdett zongorázni, 16 évesen pedig énekelni. A havannai Eduardo Peyrellade Conservatory of Music and Declamationon tanult. Érdeklődött a zarzuela iránt, ami jól állt neki a mezzoszoprán hangjához.
Montaner kész művészi pályára lépni, amelyet aztán megszakított két gyermeke születése és első férje magatartása. Aztán az Ay, Mama Iñes című dala a kubai populáris zene egyik leghíresebb dala lett. A Siboney-t is sikeresen énekelte az Ernesto Lecuonatól.
Pódiumon Bola de Nieve zongoristával dolgozott. Az Amerikai Egyesült Államokban filmekben ben is szerepelt. Franciaországban, Spanyolországban is fellépett. Részt vett Nicolás Guillén Motivos de Son című művének bemutatóján, amelyet a Eliseo Grenet és fivére, Emilio zenésített meg.
Rita Montaner 1935-ben a Gilberto Valdés által komponált Negroid szvitet tolmácsolta afro-kubai ütőhangszerekkel és rituális dobokkal kísért zenekarral.
Körülbelül tizenöt Kubában és Mexikóban forgatott filmben volt látható. Amikor 1950-ben felavatták a kubai televíziót, zenei, komikus és drámai műsorokban szerepelt. Részt vett a műsorokban, melyekben Édith Piaf, Los Chavales de España, Benny Moré, a Matamoros Trio, Sindo Garay, Marta Pérez, Miguelito Valdés, Celia Cruz, Olga Guillot, María Cervantes, Rosita Fornés, Esther Borja, Pérez Prado, Luis Carbonell is szerepelt.
Nicolas Guillén költő „Rita de Cuba”-nak becézte.
Utolsó fellépése Noël Coward Tavaszi láz című brit vígjátékában volt. 1957 óta rákban szenvedett, és a következő évben meghalt.
2008-ban Daína Chaviano kubai író megtisztelte azzal, hogy szerepeltette Örök szerelem szigete című regényében (minden idők legtöbb nyelvre lefordított kubai regénye).

## Dalok
- Dalok

## Filmek
- 1933: La noche del pecado

- 1938: El romance del palmar
- 1941: Romance musical
- 1948: Angelitos negros
- 1948: María la O
- 1950: Al son del mambo
- 1950: Anacleto se divorcia
- 1950: Pobre corazón
- 1950: Ritmos del Caribe
- 1951: La renegada
- 1951: Negro es mi color

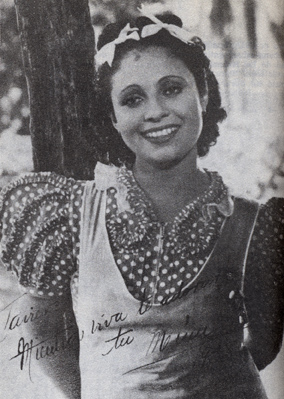
Rita Montaner 1938-ban, az „El romance del palmar” c. film forgatásakor

- 1951: Verbotene Straße (Víctimas del pecado)
- 1952: La única
- 1954: Píntame angelitos blancos